# 3Blue1Brown
3Blue1Brown是一个由格蘭特·桑德森（Grant Sanderson）创建的YouTube频道。这个频道以独特的動畫來解说高等数学，内容包括线性代数、微积分、人工神经网络、黎曼猜想、傅里叶变换以及四元数等。

## 背景
桑德森毕业于斯坦福大学，并获得了数学学士学位。从2015年开始，他为可汗学院制作有关多元微积分的视频。 大约一年后他离开可汗学院，专注于3Blue1Brown频道。
在2015年初，3Blue1Brown作为一个编程方面的个人兴趣项目而诞生。在播客节目Showmakers中，桑德森透露他最初是为练习他的编程技能，而决定用Python制作一个计算机图形软件，这也就是后来的开源项目“Manim”。 他立下目标使用该软件制作影片并上传到YouTube。2015年3月4日，他上传了第一部影片，自此以后他不断地制作新影片，同时改良Manim项目。

## 影片
桑德森使用自制的Manim制作大部分动画，有时也使用macOS操作系统中的Grapher应用程序制作3D電腦圖形动画。影片的背景音乐是由文森特·魯比內蒂（Vincent Rubinetti）为其频道製作的。
自2015年以来，该频道已出品190余部影片，其中包括线性代数、微积分及人工神经网络等领域的影片。该频道与分钟物理合作制作涉及量子力学与轨道运动的视频。 有两部视频已获《大众力学》杂志推荐。
3Blue1Brown还在中国的弹幕影片网站Bilibili建有“中国官方账号”，转载其Youtube影片并配上简体中文字幕。